# Qal'at al-Bahrain
Qal'at al-Bahrain (arabiska: قلعة البحرين), även känt som Bahrains fästning eller Nader Shahs fort, efter den persiska kungen, är ett arkeologiskt utgrävningsområde i Bahrain vars tidigaste historia daterats till 2200-talet f.Kr. och Dilmuncivilisationen. 2200-talet f.Kr.
Arkeologiska utgrävningarna som pågått sedan 1954 har avtäckt antikvarier från den 12 meter höga konstgjorda kullen, lagd över sju historiska skikt, skapade av mänskliga invånare från 2200 f.Kr och ända fram till 1700-talet, däribland portugiserna och perserna. Platsen var en gång i tiden Dilmuns huvudstad och blev ett världsarv 2005.

## Historia och utforskningar

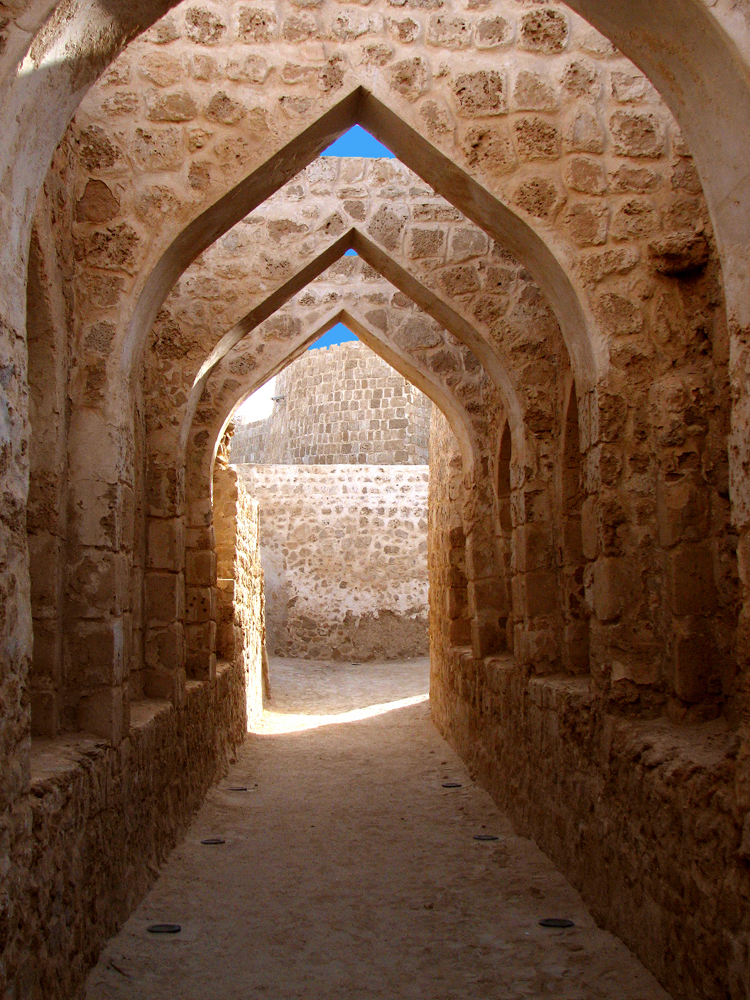

De arkeologiska fynten som avtäckts i fortet avslöjar massor om landets historia. Området tros ha varit bebott i cirka 5 000 år och ger värdefull kunskap om Bahrains koppar- och bronsåldersepok.

Första Bahrainfortet byggdes för omkring 3 000 år sedan, på ön Bahrains nordöstra spets. Dagens fästning, är från 500-talet. Dilmuncivilisationens huvudstad, Dilmun, var känt som "odödlighetens land" och sumerernas förfäders plats, en plats där gudarna möts.
Platsen har fått beteckningen Bahrains "mest betydelsefulla forntidsplats" och utgrävningar har gjorts här sedan 1954. Första utgrävningen gjordes av en dansk grupp mellan 1954 och 1970. Denna följdes senare upp av en fransk grupp från 1977. Sedan 1987 har Bahrainska arkeologer varit involverade i arbetet. Arkeologiska fynden har avslöjat sju civilisationer med urbana strukturer med starten med Dilmunriket, den viktigaste forntida civilisationen i regionen. Danska forskarna avslöjade att det fanns en märkbar Hellenistisk plats.

## Geografi
Fästningen och tellen ligger på landets huvudö Bahrain, 6 km från fastlandet åt nordost. Klara dagar kan anläggningen även ses från samhället Saar. Den står som en "vaktpost" 4 km från Manama i det bördiga kustområdet i norr. Tellen är den största i Persiska viken och växte fram nära hamnen som byggts genom landvinning.

## Beskrivning

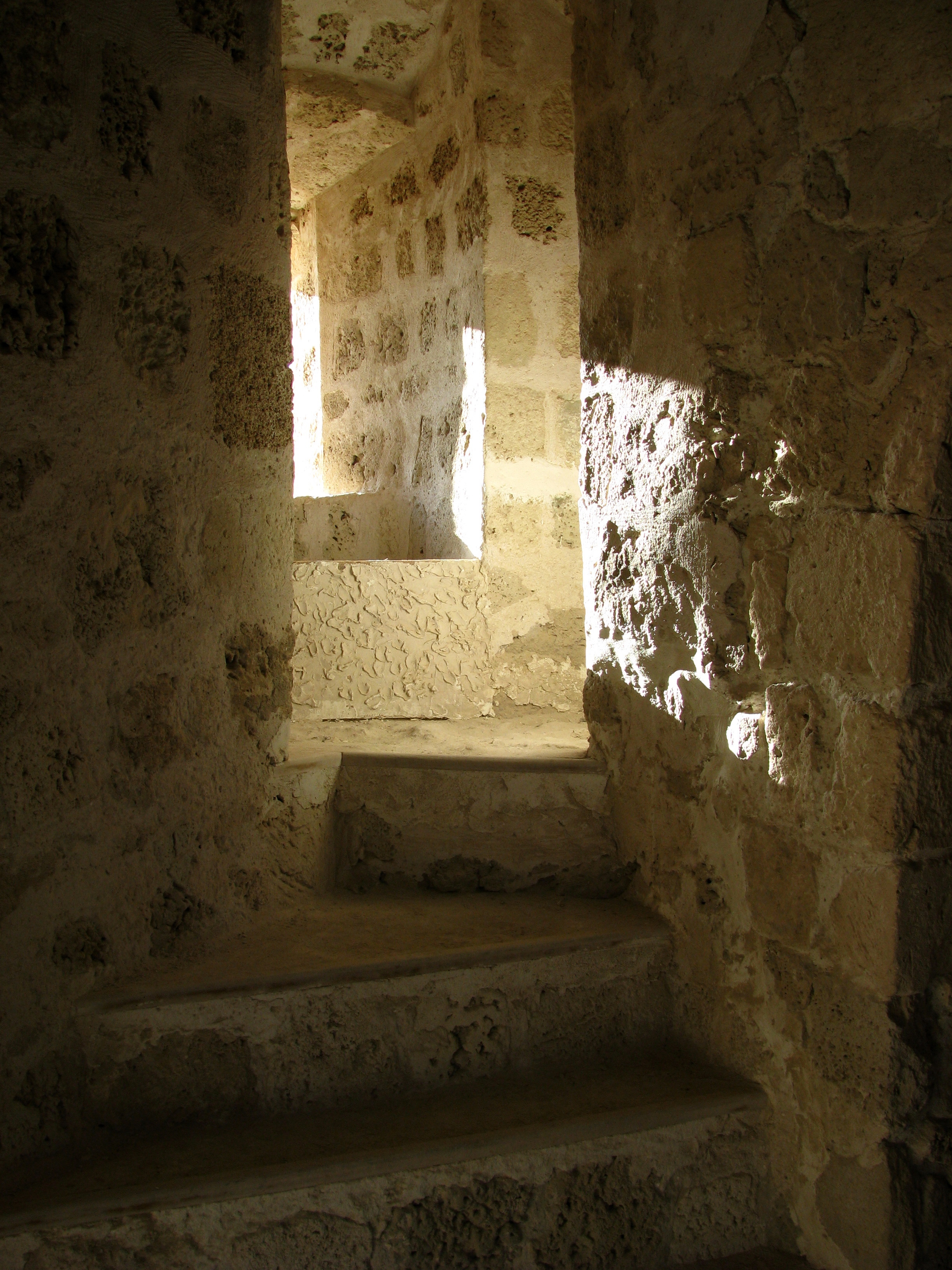

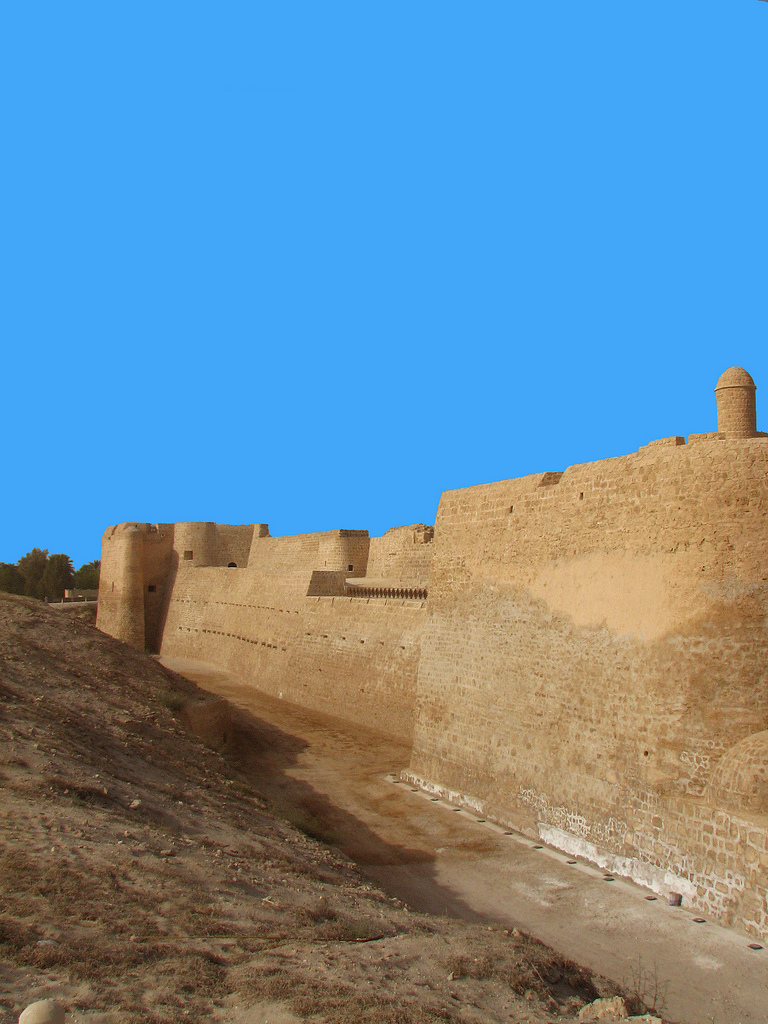

Qal'at al-Bahrain är en typisk tell – en konstgjord hög skapad av många på varandra följande lager av mänskliga bosättningar. Stratan av 300x600 meter stora tellen är ett vittnesbörd för mänsklig närvaro från omkring 2200 f.Kr. till 1500-talet e.Kr.
Omkring 25 % av området har blivit utgrävt och har avslöjat ett antal olika byggnadstyper: bostadshus, allmänna, kommersiella, religiösa och militära byggnader. Dessa visar på platsens betydelse, som en handelsplats, genom århundradena. På toppen av den 12 meter höga tellen ligger det imponerande portugisiska fortet, Qal`at al-Burtughal (Portugal Qalat), som gett hela platsen ett av dess namn, qal`a, betyder "fort}. Här låg Dilmuns huvudstad, en av de mest betydelsefulla forntida civilisationerna i regionen. Den består av de rikaste lämningarna av denna civilisation, som fram till våra dagar endast varit känd genom omnämningar i Sumeriska skrifter.
Platsen har många områden och murar, däribland Saars nekropol, Al-Hajjars nekropol, Kassites palats, Madimat Hermands nekropol, Madimat Isas nekropol, Al-Magshas nekropol, Uperis palats, Shakhuras nekropol, och norra stadsmuren. Ruinerna från kopparåldern, består av två sektioner av den befästningsmuren och gator och hus alldeles inom den samt en enorm byggnad på kanten av det portugisiska fotets vallgrav i mitten. Barbarisk keramik har avtäckts omkring murarna till den centrala byggnaden vilka daterats till samma ålder som Barbartemplen, trots att annan keramik och ett antal artefakter som hittats indikerar att några av dem föregick templen, daterade till 3000 f.Kr eller senare. Reliker av koppar och elfenben ger en insyn i forntidens handelsvägar. Många kärl har grävts fram, och danska utgrävningar av området kring Uperis palats avslöjar "ormskålar", sarkofager och en rad andra föremål.

## Plan
Utgrävningarna av tellen har avslöjat en liten bosättning, den enda från denna period i hela östra Arabien, på dess norra sida. Den har påståtts att byn beboddes av folk som utvecklade jordbruk nära oaserna, planterade palmer, vallade boskap, får och getter men också vågade sig på fiske i Arabiska havet. De små husen som de byggde var gjorda av grova stenar med lera och murbruk som bindemedel. Husen hade putsade golv och var rymliga. Byn hade välplanerade gator
Befästningarna som syns i det utgrävda tellområdet uppfördes omkring stadssamhället och var rest i väderstreckens riktningar. Fortifikationsmurarna är syns idag bara på norra, västra och södra sluttningarna av tellen, då östra sidan ännu inte har grävts fram. Befästningarna täckte ett område på 15 ha och murarna byggdes av varierande tjocklek med huggna stenar med portar för att möjliggöra för laståsnor att passera. Befästningarna höjdes ofta som man kan se av portarna resta på fyra nivåer; den senaste porten hade två polerade stenspetsar (gjorda av finkornigt material) för att fixera en dubbelport. Västra muren syntes vara välbevarad på en sträcka av 10 meter. Gatorna var lagda i nord-sydlig riktning och var 12 meter breda.

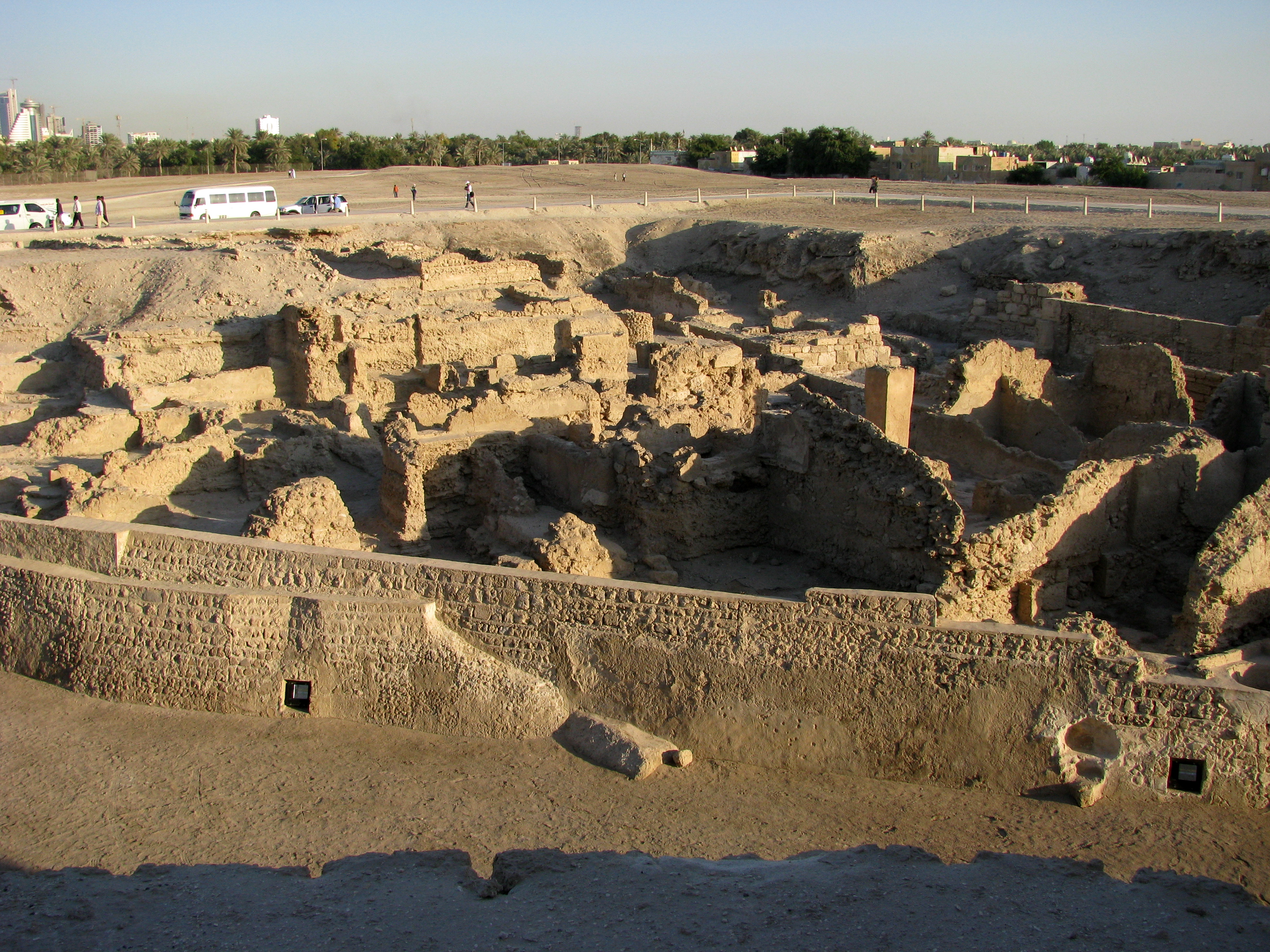

I hjärtat av tellen fanns ett palats på en upphöjd plats bestående av flera lagerbyggnader som tolkades som ett tecken på ekonomisk aktivitet under Dilmunperioden. Fortsätter man vidare härifrån norrut längs gatan kommer man till en stor port som troligen var palatgårdens entré. De blygsamma jämnstora husen, alla uppförda på samma sätt, lades längs ett nätverk av gator.
Platsen blomstrade fram till år 1700 då den övergavs och staden täcktes så småningom av flygsand från havet.

## Antikvarier
Metallartefakter som hittats i tellen var begränsade till kopparbitar, en spjutspets med hållare, fiskeverktyg, en verkstad på 15x35 meter identifierades också där tvådelade koppargjutningsformar och vaxformar hittades. Små och stora smältdeglar avtäcktes i betydande mängdes, tecken på storskalig tillverkning av professionella hantverkare. Detta är också tecken på handel av dylika kopparprodukter med Oman och Mesopotamien. Sigillstämplar av Dilmuntyp hittades också under utgrävningarna.
Krukor och kärl hittades också. Krukorna bekfärtar matlagning. Stora kärl användes för att importera matvaror och drycker från Oman och Mesopotamien. Flera artefakter som hittats, såsom en kilskriftsinskription och hematit kopplat till Mesopotamien, täljstensskålar från Oman, och karneolpärlor, en stenvikt och några få krukskärvor som är härledda till Induscivilisationen.